# John Dolmayan
John Dolmayan (Beirut, 15 de julio de 1972) es un músico armenio-estadounidense nacido en Líbano, conocido principalmente por ser el baterista de la banda System of a Down. También posee un proyecto llamado These Grey Men lanzado en 2020.

## Primeros años
Dolmayan nació en Beirut, capítal de Líbano, en familia de padres armenios. Debido a la Guerra Civil Libanesa, su familia decidió emigrar a Toronto, Canadá, para luego finalmente mudarse a California, Estados Unidos.
Dolmayan primero se interesó en los tambores a la edad de dos años. Su padre era un saxofonista y cuando su madre lo llevaba a ver tocar a su padre, él imitaba al baterista de su padre. Aprendió a tocar la batería poniendo discos y practicando durante horas al día, y continuó practicando durante años. Dolmayan describe su estilo musical influido por todo lo que pudo tener en sus manos, incluidos los álbumes de jazz pertenecientes a su padre y los álbumes de rock que compartió con sus amigos.

## Carrera artística

### System of a Down
Dolmayan se unió a System of a Down en 1997 después de que su baterista original, Andy Khachaturian, dejase la banda después de una lesión en la mano.
Dolmayan grabó cinco álbumes con System of a Down: System of a Down (album) (1998), Toxicity (2001), Steal This Album! (2002) y, más recientemente, Mezmerize (2005), y Hypnotize (2005).
Dolmayan fue elegido Baterista del Año 2006 por la revista DRUM! y fue portada de la misma en su edición de septiembre.

### Scars on Broadway
Después de que System of a Down se tomara un descanso en 2006 Dolmayan, junto con Daron Malakian (guitarrista y segundo vocalista de System of a Down), el guitarrista Franky Perez, el bajista Dominic Cifarelli y el teclista Danny Shamon formaron Scars on Broadway. Lanzaron su álbum debut homónimo en el verano de 2008.
A finales de 2008, el sitio web de la banda anunció que su gira como cabeza de cartel para promover la publicación del álbum, se cancelaba con ningún plan de reprogramación. Después de esto, no hubo noticias sobre la banda durante una temporada.
Tras un año de inactividad la banda anunció que en agosto de 2009 viajaría a Irak para una gira de la USO a través de las bases del Ejército de los Estados Unidos. A lo largo de los meses siguientes la banda liberó el sencillo "Fucking" y luego un vídeo del mismo a través de su sitio web y su página de MySpace.
En enero de 2012 anuncian que están en pleno proceso de grabación de un nuevo disco, pero en agosto del mismo año, Dolmayan abandona la banda.

### These Grey Men
Dolmayan anunció un proyecto llamado These Grey Men. El proyecto de Dolmayan y el guitarrista James Hazley, con fecha de lanzamiento para el 28 de febrero de 2020, tuvo colaboraciones de artistas como Tom Morello de Rage Against The Machine, su compañero de banda Serj Tankian, M. Shadows de Avenged Sevenfold, entre otros.

### Otros proyectos
Dolmayan, Malakian y Shavo Odadjian tocaron juntos de nuevo en noviembre de 2009 durante un show benéfico para el bajista de Deftones, Chi Cheng.
Dolmayan también ha dedicado mucho de su tiempo en los últimos años en el sector del comercio minorista de cómics, incluyendo el lanzamiento de su propia compañía de compra y venta de historietas por Internet llamada Torpedo Comics con sede en Nevada.
Desde hace tiempo su web está fuera de servicio debido a una reorganización masiva.
El 13 de marzo de 2009 compró el primer número de Action Comics, que incluye la primera aparición de Superman, por 317 200 dólares, el precio más alto jamás pagado por una publicación de ese tipo.

## Vida personal
Dolmayan está casado con Diana Madatyan, hermana de la esposa de Tankian, lo que los convierte en cuñados.
En redes sociales, Dolmayan es muy activo políticamente, pero a diferencia de los demás miembros de System of a Down, particularmente de Tankian, Dolmayan apoyó la presidencia de Donald Trump. Tankian ha declarado que es "frustrante" ser políticamente opuesto de su compañero de banda y cuñado.
Como un gran fan de las historietas, Dolmayan tiene una tienda de cómics, Torpedo Comics, en Las Vegas.

## Discografía
System of a Down
- System of a Down (1998)
- Toxicity (2001)
- Steal This Album! (2002)
- Mezmerize (2005)
- Hypnotize (2005)

Serj Tankian
- Elect the Dead (Invitado) (2007)

Scars on Broadway
- Scars on Broadway (2008)

Axis of Justice

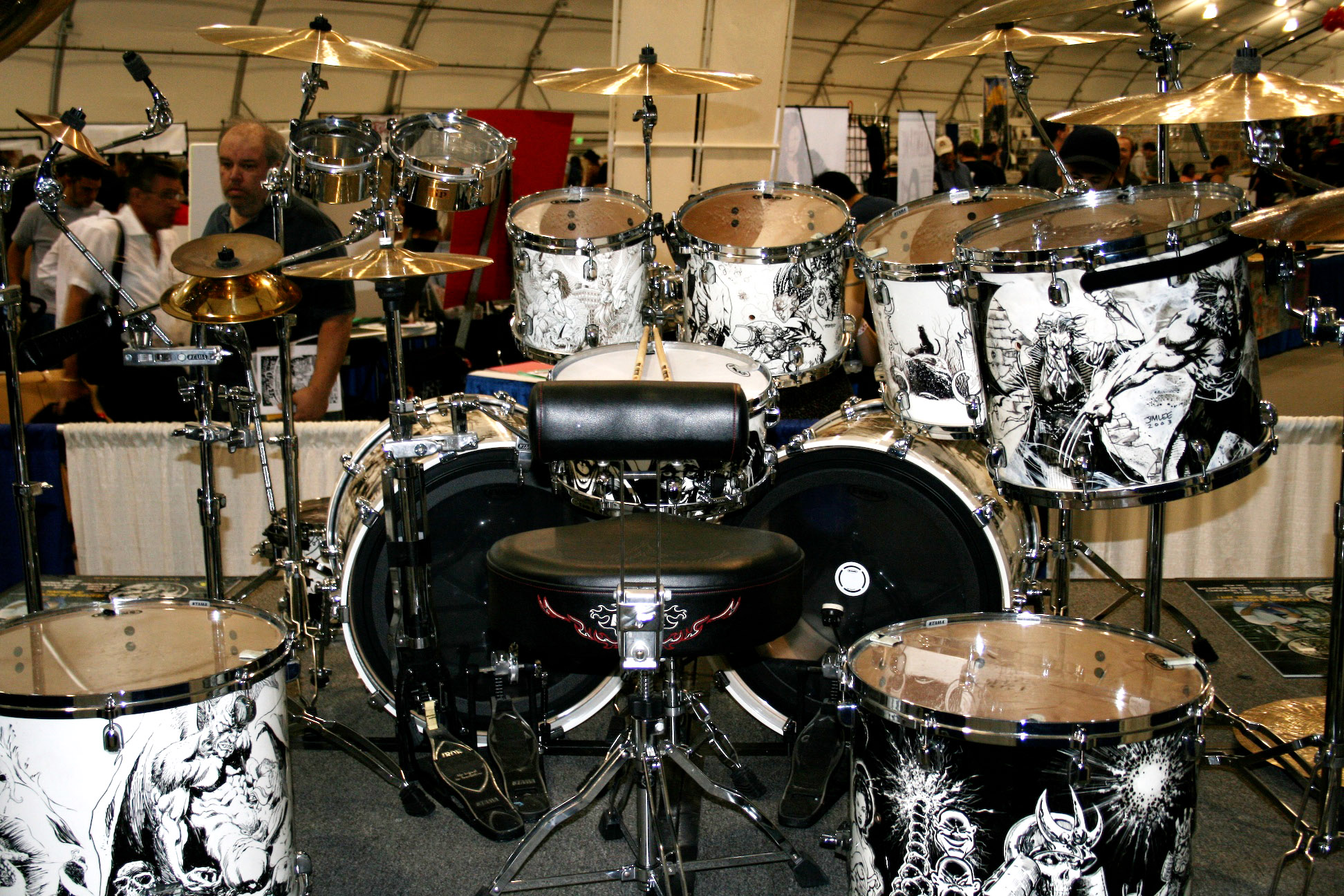
Su set decorado con personajes de historietas.

- Axis of Justice: Concert Series Volume 1 (Invitado) (2004)

Scum of the Earth
- Blah...Blah...Blah...Love Songs for the New Millennium (Invitado) (2004)

These Grey Men
- These Grey Men (2020)

## Premios y nominaciones
System of a Down ha sido nominado a cuatro Premios Grammy, de los cuales ha ganado una en 2006 a la Mejor Interpretación de Hard Rock por la canción B.Y.O.B..
Premios Grammy
| Año  | Nominado     | Galardón                          | Resultado | Ref. |
| ---- | ------------ | --------------------------------- | --------- | ---- |
| 2002 | "Chop Suey!" | Mejor Interpretación Metal        | Nominado  |      |
| 2003 | "Aerials"    | Mejor Interpretación de Hard Rock | Nominado  |      |
| 2006 | "B.Y.O.B."   | Mejor Interpretación de Hard Rock | Ganador   |      |
| 2007 | "Lonely Day" | Mejor Interpretación de Hard Rock | Nominado  |      |